# Liste des US Routes au Michigan
Les US Routes au Michigan font partie du réseau des US Routes. Celles-ci sont entretenues par le Michigan Department of Transportation (MDOT). 

## Liste
| Numéro | Longueur (mi) | Longueur (km) | Terminus sud / ouest                                            | Terminus nord / est                                                  | Créée | Notes                                                                    |
| ------ | ------------- | ------------- | --------------------------------------------------------------- | -------------------------------------------------------------------- | ----- | ------------------------------------------------------------------------ |
| US 2   | 109,18        | 175,70        | US 2 à la frontière du Wisconsin à Ironwood                     | US 2 / US 141 à la frontière du Wisconsin près de Crystal Falls      | 1926  | Segment ouest                                                            |
| US 2   | 195,98        | 315,39        | US 2 / US 141 à la frontière du Wisconsin près d'Iron Mountain  | I-75 à Saint-Ignace                                                  | 1926  | Segment est                                                              |
| US 8   | 2,32          | 3,74          | US 8 à la frontière du Wisconsin à Norway                       | US 2 à Norway                                                        | 1926  |                                                                          |
| US 10  | 139,66        | 224,76        | Traversier à Ludington                                          | I-75 / US 23 / M-25 près de Bay City                                 | 1926  | Traverse le Lac Michigan depuis le Wisconsin via le traversier SS Badger |
| US 12  | 210,08        | 338,09        | US 12 à la frontière de l'Indiana près de New Buffalo           | Michigan Avenue / Cass Avenue à Détroit                              | 1926  |                                                                          |
| US 23  | 362,15        | 582,83        | US 23 / US 223 à la frontière de l'Ohio près de Temperance      | I-75 à Mackinaw City                                                 | 1926  |                                                                          |
| US 24  | 79,83         | 128,47        | US 24 à la frontière de l'Ohio près d'Erie                      | I-75 près de Clarkston                                               | 1926  |                                                                          |
| US 31  | 355,18        | 571,61        | US 31 à la frontière de l'Indiana près de Niles                 | I-75 près de Mackinaw City                                           | 1926  |                                                                          |
| US 41  | 278,77        | 448,64        | US 41 à la frontière du Wisconsin à Menominee                   | Cul-de-sac dans le Parc d'état de Fort Wilkins près de Copper Harbor | 1926  |                                                                          |
| US 45  | 54,76         | 88,13         | US 45 / WIS 32 à la frontière du Wisconsin près de Watersmeet   | Ontonagon Street / River Street à Ontonagon                          | 1935  |                                                                          |
| US 127 | 212,17        | 341,45        | US 127 à la frontière de l'Ohio près de Waldron                 | I-75 près de Grayling                                                | 1926  |                                                                          |
| US 131 | 269,31        | 433,42        | US 131 à la frontière de l'Indiana près de White Pigeon         | US 31 à Petoskey                                                     | 1926  |                                                                          |
| US 141 | 7,89          | 12,70         | US 141 à la frontière du Wisconsin à Quinnesec                  | US 2 / US 141 à la frontière du Wisconsin près d'Iron Mountain       | 1928  | Segment sud                                                              |
| US 141 | 43,60         | 70,17         | US 2 / US 141 à la frontière du Wisconsin près de Crystal Falls | US 41 / M-28 à Covington Township                                    | 1928  | Segment nord                                                             |
| US 223 | 45,70         | 73,54         | US 23 / US 223 à la frontière de l'Ohio près de Temperance      | US 127 près de Somerset                                              | 1930  |                                                                          |
|        |               |               |                                                                 |                                                                      |       |                                                                          |